# Silurus aristotelis
Il siluro di Aristotele (Silurus aristotelis, noto anche con il sinonimo di Parasilurus aristotelis) è un pesce d'acqua dolce della famiglia Siluridae.

## Habitat e distribuzione
Questo pesce è endemico del bacino del fiume Aspropotamo. È stato traslocato dall'uomo nei laghi Volvi e Pamvotida.

Vive nei tratti calmi dei fiumi planiziari e in laghi eutrofici.

## Descrizione
Morfologicamente è simile al suo parente più stretto, il Siluro d'Europa (Silurus glanis Garman, 1890) con le seguenti differenze:
- i barbigli sono 4 (due sulla mascella e due sulla mandibola) mentre nel più grande congenere sono 6
- i barbigli sono molto più corti
- la pinna dorsale ha solo 3 raggi ed è piccolissima.

Raggiunge la taglia di 50–60 cm per 1–2 kg di peso.

## Alimentazione
Si ciba di pesci, invertebrati ed altri animali. Caccia di notte.

## Riproduzione
La riproduzione di questo pesce è stata per la prima volta descritta dal filosofo Aristotele.
La deposizione delle uova avviene in primavera; il maschio diventa territoriale e costruisce un nido che poi difende fino a che non viene lasciato dalle larve.

## Biologia e pesca
Di questa specie si sa poco, così come sono pochi i documenti relativi alla sua commercializzazione, allevamento e pesca.